# Беляев, Пётр Петрович
Пётр Петро́вич Беля́ев (1805—1864) — мичман Гвардейского экипажа, декабрист; младший брат А. П. Беляева.

## Биография
Родился в селе Ершово Чембарского уезда Пензенской губернии. Отец — георгиевский кавалер Пётр Гаврилович Беляев (1750—1809), служивший в Рязанском пехотном полку, масон (один из друзей Лабзина и Поздеева); по выходе в отставку управлял имениями графа А. К. Разумовского в Пензенской и Рязанской губерниях, отставной коллежский советник.
Воспитывался в Морском кадетском корпусе (1819—1822). По окончании корпуса назначен мичманом в Гвардейский экипаж (1822—1825); за спасение людей во время наводнения в Санкт-Петербурге 7 ноября 1824 года Пётр Петрович Беляев получил орден Святого Владимира 4-й степени.
С 1824 года состоял в «Обществе офицеров Гвардейского экипажа». В 1825 году был принят Завалишиным в «Орден восстановления»; членом «Северного общества» не был. Участвовал в восстании на Сенатской площади.
Был осуждён по IV разряду на 12 лет каторги, которую отбывал в Читинском остроге и в Петровском заводе. В 1832 году переведён на поселение в Илгинский завод Иркутского округа, в 1833 году — в Минусинск. Получил в 1839 году разрешение вступить рядовым в Кавказский корпус. Освобождён от службы подпоручиком в 1846 году. Жил под надзором в Саратове. По амнистии с 26 августа 1856 года был освобождён от надзора.
В 1849 году построил частный буксирный пароход «Самара», совершавший рейсы от Рыбинска до Астрахани. Затем был управляющим конторой пароходного общества «Кавказ и Меркурий» в Саратове.
Умер в Саратове; похоронен на Воскресенском кладбище.

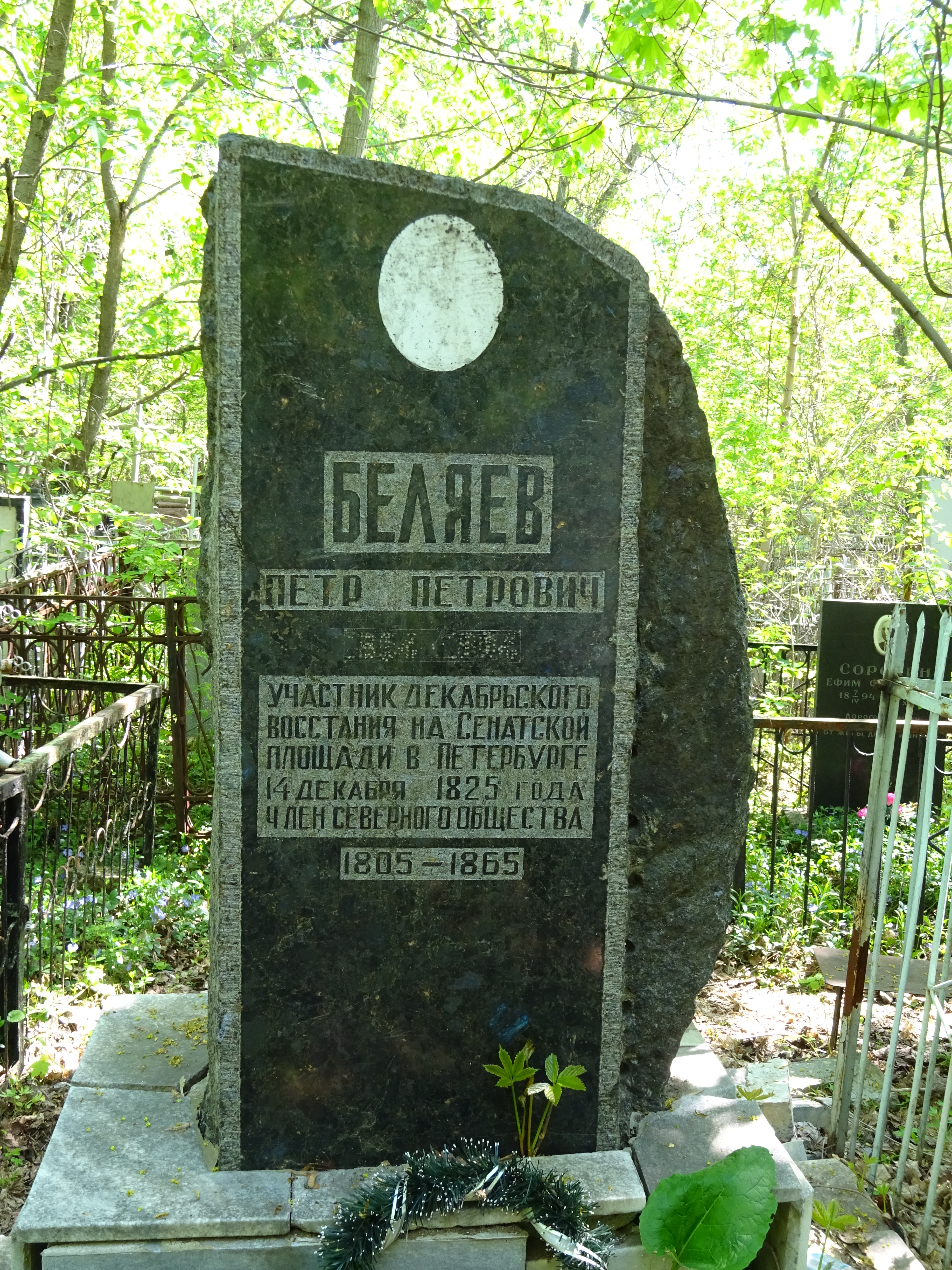
Памятник на Воскресенском кладбище

Был женат на Надежде Александровне Халкиоповой; имел сына Петра (1853—?) и двух дочерей, Екатерину и Елизавету.